# Лагоа-ду-Барру-ду-Пиауи

Лагоа-ду-Барру-ду-Пиауи на карте штата.

Лагоа-ду-Барру-ду-Пиауи (порт. Lagoa do Barro do Piauí) — муниципалитет в Бразилии, входит в штат Пиауи. Составная часть мезорегиона Юго-восток штата Пиауи. Входит в экономико-статистический микрорегион Алту-Медиу-Канинде. Население составляет 4523 человека на 2010 год. Занимает площадь 1329,665 км². Плотность населения — 3,40 чел./км².

## Демография
Согласно сведениям, собранным в ходе переписи 2010 г. Национальным институтом географии и статистики (IBGE), население муниципалитета составляет:
| Полное население                               | Полное население                               | Полное население                               | Полное население                               | 4523  |
| ---------------------------------------------- | ---------------------------------------------- | ---------------------------------------------- | ---------------------------------------------- | ----- |
| в том числе:                                   | Городское население                            | 994                                            | Процент городского населения, %                | 21,98 |
|                                                | Сельское население                             | 3529                                           | Процент сельского населения, %                 | 78,02 |
|                                                | Мужское население                              | 2321                                           | Процент мужского населения, %                  | 51,32 |
|                                                | Женское население                              | 2202                                           | Процент женского населения, %                  | 48,68 |
| Плотность населения, чел/км²                   | Плотность населения, чел/км²                   | Плотность населения, чел/км²                   | Плотность населения, чел/км²                   | 3,40  |
| Население муниципалитета в % к населению штата | Население муниципалитета в % к населению штата | Население муниципалитета в % к населению штата | Население муниципалитета в % к населению штата | 0,15  |

По данным оценки 2016 года, население муниципалитета составляет 4579 жителей.

## Статистика
- Валовой внутренний продукт на 2003 год составляет 7 598 432,00 реалов (данные: Бразильский институт географии и статистики).
- Валовой внутренний продукт на душу населения на 2003 год составляет 1584,66 реалов (данные: Бразильский институт географии и статистики).
- Индекс развития человеческого потенциала на 2000 год составляет 0,547 (данные: Программа развития ООН).